# NGC 7764
NGC 7764 este o emission-line galaxy⁠(d) situată în constelația Phoenix. A fost descoperită în 4 octombrie 1836 de către John Herschel.